# Toni Morrison
Pour les articles homonymes, voir Toni et Morrison.
Toni Morrison, née Chloe Ardelia Wofford le 18 février 1931 à Lorain dans l'État de l'Ohio et morte le 5 août 2019 à New York, est une romancière, essayiste, critique littéraire, dramaturge, librettiste, professeure de littérature et directrice de publication américaine.
Elle est lauréate du prix Pulitzer en 1988 et du prix Nobel de littérature en 1993 pour lequel elle est la huitième femme et la première Afro-Américaine à avoir reçu cette distinction.

## Biographie

### Jeunesse et formation
Toni Morrison née Chloe Ardelia Wofford est la seconde des quatre enfants (Lois sa sœur aînée, George et Raymond ses frères cadets) de Ramah, une femme de ménage, et de George Wofford, un soudeur,.
Ses grands-parents maternels, Ardelia et John Solomon Willison, avaient fui successivement l'ambiance raciste, ségrégationniste de l'Alabama puis du Kentucky, pour s'installer dans l'Ohio et du côté paternel, les grands-parents avaient quitté la Géorgie où ils travaillaient comme métayers.
Toni Morrison passe son enfance et son adolescence à Lorain, ville de la banlieue de Cleveland, habitée par des personnes aux ascendances diverses : Tchèques, Allemands, Irlandais, Italiens, Grecs, Serbes, Mexicains et Afro-Américains. 
Toni Morrison a connu l'exclusion, en revanche elle n'a pas subi les violences racistes comme les ont rapportées d'autres écrivains, tels que Maya Angelou, Dick Gregory et Richard Wright. Dans une interview donnée à la station National Public Radio, elle indique : « I didn't really have a strong awareness of segregation and the separation of races until I left Lorain » (« je n'avais pas vraiment une claire conscience de la ségrégation et du racisme jusqu'à ce que je quitte Lorain »).
Les parents de Toni encouragent leurs enfants aux études, à la lecture, dès leur plus jeune âge, c'est ainsi que lorsque la jeune Toni Chloé entre en première année du cycle primaire, à la Hawthorne Elementary School (qui lui rend hommage par une plaque commémorative), elle est non seulement la seule afro-américaine, elle est aussi le seul élève de la classe à savoir déjà lire,.
Lorsqu'elle a douze ans, elle se convertit au catholicisme ; elle prend pour nom de baptême Antony en mémoire de St. Antoine de Padoue. Plus tard, alors qu'elle est étudiante à l'université Howard, s'apercevant que beaucoup de gens éprouvent des difficultés à bien prononcer son prénom de Chloé, elle décide de se faire appeler par son prénom de baptême, Antony, abrégé en Toni Wofford. C'est ce diminutif accolé au nom de son futur mari qu'elle choisit par la suite comme nom d'auteur, choix qu'elle dira par la suite avoir regretté.
Elle fait ses études secondaires à la Lorain High School (en), une école secondaire non ségréguée, elle y manifeste son goût pour la littérature générale et latine et se passionne en particulier pour les œuvres de Jane Austen, les romanciers russes comme Léon Tolstoï et les classiques du XIXe siècle comme Madame Bovary de Gustave Flaubert.
Ayant réussi brillamment son diplôme de fin d'études secondaires, elle est admise en 1949 à la plus prestigieuse des universités afro-américaines, l'université Howard, pour y étudier la littérature. Elle y obtient le Bachelor of Arts (licence) en 1953, après avoir bénéficié de l'enseignement du poète Sterling Allen Brown et du philosophe Alain Locke.
Désireuse de continuer ses études, elle est admise à l'université Cornell, où elle soutient son Master of Arts (master 2) en 1955, intitulé “Virginia Woolf’s and William Faulkner’s Treatment of the Alienated.”, qui porte sur le thème du suicide dans l’œuvre de William Faulkner et de Virginia Woolf.

### Carrière universitaire
Après son diplôme, elle entame une carrière de professeur à l'université de Texas Southern (de 1955 à 1957), avant de retourner à l'université Howard comme maître-assistante en littérature anglaise de 1957 à 1964. Parmi ses étudiants se trouve le futur militant des droits civiques Stokely Carmichael. Puis elle enseigne successivement à l'université Cornell, l'université d'État de New York (de 1984 à 1989), l'université Yale (de 1976 à 1977), au Bard College (de 1986 à 1988) et devient professeure titulaire de la chaire Robert F. Goheen, à l'université de Princeton en 1989, poste qu'elle occupera jusqu'à sa retraite en 2006.

### Ses débuts littéraires
Après son divorce en 1964, elle s'installe à Syracuse puis à New York et travaille comme directrice de publication chez Random House. En 1967, elle est promue directrice d'édition, chargée du secteur de la littérature afro-américaine ; elle contribue à sa diffusion et valorisation, en éditant, entre autres, les biographies de Mohamed Ali et Angela Davis, les œuvres de Toni Cade Bambara, Gayl Jones, Leon Forrest (en), Chinua Achebe, Wole Soyinka, Athol Fugard, ainsi qu'une anthologie relatant l'histoire des Noirs aux États-Unis, The Black Book,.
Toni Morrison commence à écrire de la fiction au sein d'un groupe informel de poètes et d'écrivains de l'université Howard qui se réunissent pour discuter de leur travail. Dans ce cadre, elle participe à une séance où elle présente une nouvelle sur une fille noire aspirant à avoir les yeux bleus, qui lui a été inspirée par les propos d'une de ses amies d'enfance. Elle développe plus tard l'histoire dans son premier roman, The Bluest Eye (L'Œil le plus bleu). Elle a alors 39 ans, et se lève tous les matins à 4 heures du matin pour écrire, alors qu'elle élève seule deux enfants,. Le livre est publié par Holt, Rinehart et Winston en 1970. Il reçoit un accueil favorable de la part de John Leonard, critique littéraire au New York Times, qui parle d'une « prose si précise, si fidèle à la parole et si chargée de douleur et d'émerveillement que le roman devient une poésie » et précise « Mais The Bluest Eyes, c'est aussi de l'Histoire, de la sociologie, du folklore, des cauchemars et de la musique ». Le roman se vend mal au début, mais l'université de la ville de New York l'inscrit dans la bibliographie recommandée de son nouveau département d'études sur les Noirs, comme d'autres facultés, ce qui stimule les ventes. Le livre attire également l'attention de Robert Gottlieb (en), un éditeur réputé de Knopf, rattaché à la maison d'édition Random House. Par la suite, Gottlieb éditera la plupart des romans de Toni Morrison.
En 1975, le deuxième roman de Toni Morrison, Sula (1973), traitant de l'amitié entre deux femmes noires, est nommé pour le National Book Award. Son troisième roman, Song of Solomon (1977), retrace la vie de Macon "Milkman" Dead III, de sa naissance à l'âge adulte, à la découverte de son héritage. Ce roman lui vaut une reconnaissance nationale, avec une sélection sur la liste principale des « livres du mois », éditée par le club du livre américain. C'est le premier roman d'un écrivain afro-américain à être choisi depuis The Native Song, de Richard Wright en 1940. Song of Solomon remporte également le prix du National Book Critics Circles / Cercle national des critiques du livre.
Lors de sa cérémonie d'ouverture de 1979, le Barnard College décerne à Toni Morrison la Barnard Medal of Distinction (en), sa plus haute récompense.
Morrison donne à son roman suivant, Tar Baby (en) (1981), un décor contemporain. Jadine, mannequin de mode obsédée par son apparence, tombe amoureuse de Son, un vagabond sans le sou qui se sent à l'aise dans son identité de Noir.
En 1983, Morrison délaisse l'édition pour consacrer plus de temps à l'écriture, et vit alors dans un hangar à bateaux reconverti sur le fleuve Hudson à Nyack, New York,. Elle enseigne la littérature anglaise à l'université d'État de New York (SUNY) et à l'université Rutgers du Nouveau-Brunswick. En 1984, elle est nommée à la chaire Albert Schweitzer de l'université d'État de New York à Albany.
Sa première pièce de théâtre, Dreaming Emmett, traite de l'assassinat d'un adolescent afro-américain âgé de 14 ans, Emmett Till, après avoir été torturé, meurtre commis en 1955 par des Blancs. La pièce est jouée en 1986 à l'université d'État de New York à Albany, où elle enseigne,. Toni Morrison a également été professeur invitée au Bard College de 1986 à 1988,.

### Belovedet la reconnaissance internationale
En 1987, Toni Morrison publie son roman le plus célèbre, Beloved, le premier tome d'une trilogie comportant Jazz puis Paradis. Ce roman s’inspire de l’histoire vraie d’une esclave afro-américaine, Margaret Garner, que Toni a découverte alors qu'elle rédigeait The Black Book. Fuyant l'esclavage, Margaret Garner est poursuivie par des chasseurs d'esclaves. Pour échapper à la capture, elle tue sa fille de deux ans, mais est prise avant de pouvoir se suicider. Le roman de Morrison imagine le bébé mort, « adoré » (beloved), revenant, tel un fantôme, hanter sa mère et sa famille.
Beloved est plébiscité par la critique et reste meilleure vente pendant 25 semaines. Pour la critique littéraire Michiko Kakutani, du New York Times, la scène où la mère tue son bébé est « tellement brutale et troublante qu'elle semble réunir l'avant et l'après en une ligne unique et inébranlable du destin. »,. L'écrivaine canadienne Margaret Atwood écrit dans une revue pour le New York Times : « La polyvalence de Mme Morrison, son ampleur technique et émotionnelle ne semblent connaître aucune limite. S'il y avait des doutes sur son statut de romancier américain par excellence, de sa propre génération ou de toute autre génération, Beloved va les faire taire. »,.
Cependant, la critique n'est pas unanime. Le critique social-conservateur afro-américain Stanley Crouch, par exemple, se plaint dans son article paru dans The New Republic que le roman « se lit en grande partie comme un mélodrame structurellement basé sur les concepts des miniséries », et que Morrison « interrompt perpétuellement son récit avec des publicités idéologiques larmoyantes »,,.
Malgré son succès, Beloved ne remporte pas les prestigieux National Book Award ou National Book Critics Circle Award. Quarante-huit critiques et écrivains noirs dont Maya Angelou, Henry Louis Gates Jr., Amiri Baraka, John Edgar Wideman et Angela Davis protestent contre cette omission dans une pétition publiée par The New York Times le 24 janvier 1988,. Deux mois plus tard, elle obtient le prix Pulitzer pour Beloved, en 1988. Le 7 octobre 1993, elle reçoit le prix Nobel de littérature pour « ses romans caractérisés par une force visionnaire et une portée poétique, qui donne vie à un aspect essentiel de la réalité américaine. ».
En 1993, elle fait la une du magazine Time.
En 2005, elle est faite docteur honoris causa en arts et littérature de l'université d'Oxford, puis en 2011, de l'université de Genève. En 2006, le jury du supplément littéraire du New York Times consacre Beloved « meilleur roman de ces 25 dernières années » et en novembre de la même année, le musée du Louvre fait de Toni Morrison son invitée d'honneur, proposant un programme de lectures, rencontres et conférences avec l'autrice et ses amis artistes, écrivains ou professeurs.
Depuis 2002, elle s'investit également dans la littérature pour enfants avec son fils Slade Morrison (qui meurt en 2010 à l'âge de 45 ans). Elle prend également la direction du magazine The Nation.
Son roman le plus connu et le plus vendu, Beloved, a été adapté au cinéma en 1998 par Jonathan Demme avec Oprah Winfrey, Danny Glover et Thandiwe Newton dans les rôles principaux.
Toni Morrison est également critique littéraire,, et essayiste abordant divers sujets comme la façon dont les femmes afro-américaines regardent les autres femmes, comment grandir quand on a la peau noire, etc. Ses écrits contribuent au combat des Afro-Américains pour leur émancipation.
Le site de la Public Broadcasting Service (PBS) la classe comme l'un des dix plus grands auteurs de la littérature afro-américaine.

### Vie privée
En 1958, elle épouse Harold Morrison, un architecte originaire de la Jamaïque, avec qui elle a deux enfants : Harold Ford et Slade Kevin. Ils divorcent en 1964.
Après sa retraite, elle vit à New York, sur les rives du fleuve Hudson.

### Mort
Toni Morrison meurt le 5 août 2019,, au Montefiore Medical Center (en) à New York, des suites d'une pneumonie.
De nombreuses personnalités américaines et internationales lui rendent hommage,, comme, entre autres, Oprah Winfrey, Tracee Ellis Ross, Gabrielle Union, Shonda Rhimes, Bette Midler, Common, Kerry Washington, Barack Obama, Bernie Sanders, Beto O'Rourke, Nancy Pelosi, Hillary Clinton, Kamala Harris, Stacey Abrams, Clint Smith (writer) (en), Ilhan Omar , Marc Lamont Hill (en), Danielle Brooks, Terry McMillan, Lydia Polgreen, Yamiche Alcindor (en), Angela Rye (en), Barry Jenkins, Ava Duvernay, Alfred A. Knopf, Laverne Cox, J. August Richards, Tamron Hall (en), Robin Roberts (newscaster) (en), Jason Reynolds (en), Gabrielle Union, Roxane Gay, Isaiah Washington, Celeste Ng, Billie Jean King, Sarah Weinman (en), Nicola Sturgeon, George Takei, Kimberly Hébert Gregory (en), Wendell Pierce, Kirsten Gillibrand, Jeremy O. Harris (en), Beto O'Rourke, Robin Thede (en), Hari Kunzru, Julie Dash, Franck Riester, Bernard-Henri Levy, la Présidence de l’Élysée, Christiane Taubira, Arnaud Laporte, Christine Kelly, Michel Mompontet, Hicham Nazzal, Roukiata Ouedraogo, Christian Salmon, etc.
Elle est inhumée au cimetière South-View, dans l'état de Géorgie.

## Opinions politiques
Aux États-Unis, un article de Toni Morrison, paru dans le New Yorker le 5 octobre 1998 concernant Bill Clinton, va susciter des controverses. Se moquant des indignations au sujet de l'affaire Lewinsky et autres soupçons accablant le Président, elle dit que les Afro-Américains le comprennent, car ils ne connaissent que trop bien les accusations et réprobations hâtives faites au nom du puritanisme hypocrite. À partir de cette analogie, elle qualifie Bill Clinton de « premier président noir américain, plus noir que n'importe quel Noir », expliquant son idée par le fait que « Clinton présente toutes les caractéristiques du citoyen noir : issu d'une famille monoparentale, pauvre, de la classe ouvrière, jouant du saxophone et aimant la malbouffe des fast-foods comme un garçon de l'Arkansas ». Cette opinion a été adoptée par les supporters de Clinton notamment au Caucus noir du Congrès (Congressional Black Caucus ou CBC) ou au contraire tournée en dérision par ses détracteurs. L'animateur républicain et conservateur Rush Limbaugh fait souvent référence, de manière sarcastique, à l'ancien président en reprenant les termes de Toni Morrison.
Toni Morrison a apporté publiquement son soutien à Barack Obama lors de l'investiture démocrate puis pour ses campagnes aux élections présidentielles de 2008 et 2012,.
Le président Barack Obama la décore par ailleurs de la médaille présidentielle de la Liberté fin 2012.

## Œuvres

### Romans
- The Bluest Eye (New York, Holt, Rinehart and Winston, 1970)
- Sula (New York, Knopf, 1973)
- Song of Solomon (New York, Knopf, 1977)
- Tar Baby (New York, Knopf, 1981)
- Beloved (New York, Knopf, 1987)
- Jazz (New York, Knopf, 1992)
- Paradise (New York, Knopf, 1998)
- Love (New York, Knopf, 2003)
- A Mercy (New York, Knopf, 2008)
- Home (New York, Knopf, 2012)
- God Help the Child (New York, Knopf, 2015)

### Livres pour la jeunesse
- Toni Morrison et Slade Morrison (ill. Giselle Potter), The Big Box, New York, Hyperion Books for Children/Jump at the Sun, (réimpr. 2002) (1re éd. 1999), 48 p. (ISBN 9780786812912, OCLC 1416299338, lire en ligne),
- Toni Morrison et Slade Morrison (ill. Pascal Lemaître), The Book of Mean People, New Nork, Little, Brown Books for Young Readers, 23 septembre 2002 (réimpr. 2005, 2022) (1re éd. 2002), 68 p. (ISBN 9780316349673, OCLC 947194449, lire en ligne),
- Toni Morrison et Slade Morrison (ill. Pascal Lemaître), Who's Got Game? Poppy or the Snake?, New York, Scribne (réimpr. 2010, 2014) (1re éd. 2003), 40 p. (ISBN 9780743222488, OCLC 1269803944, lire en ligne),
- Remember : The Journey to School Integration, Boston, Massachusetts, Houghton Mifflin Co., 2004, 88 p. (ISBN 9780618397402, OCLC 1036838472, lire en ligne),,
- Peeny Butter Fudge (ill. Joe Cepeda), Simon Schuster/Paula Wiseman Books, 1er janvier 2009, 32 p. (ISBN 9781416983323),
- Toni Morrison et Slade Morrison (ill. Sean Qualls), Little Cloud and Lady Wind, New York, Simon & Schuster Books for Young Readers (réimpr. 2015) (1re éd. 2010), 40 p. (ISBN 9781416985235, OCLC 891858663, lire en ligne),
- Toni Morrison et Slade Morrison (ill. Shadra Strickland), Please, Louise, New York, Simon & Schuster Books for Young Readers (réimpr. 2016) (1re éd. 2013), 36 p. (ISBN 9781416983385, OCLC 877912576, lire en ligne),

### Nouvelles
- Récitatif 1983

### Essais
- Playing in the Dark: Whiteness and the Literary Imagination, Harvard University Press, 1er mai 1992, 110 p. (ISBN 9780674673779),
- Burn This Book: PEN Writers Speak Out on the Power of the Word, Harper, 12 mai 2009, 128 p. (ISBN 9780061774003),
- The Origin of Others, Harvard University Press, 2016, rééd. 18 septembre 2017, 114 p. (ISBN 9780674976450),
- The Source of Self-Regard: Selected Essays, Speeches, and Meditations, Knopf Publishing Group, 12 février 2019, 354 p. (ISBN 9780525521037),

### Librettiste
- Livret de l'opéra Margaret Garner (opéra) (en) qui reprend la vie de Margaret Garner, sur une musique de Richard Danielpour, 2005[98],[99].

### Théâtre
- Desdemona (pièce) (en), éd. Oberon Books, 2012, mis en scène en 2011
- Dreaming Emmett (en), 1985[100]

### Collaboration
- Autobiographie, d'Angela Davis[21], 1974,
- Toni Morrison (dir.), Andrew Ross et Manning Marable (préf. Toni Morrison), Race-Ing Justice, En-Gendering Power : Essays on Anita Hill, Clarence Thomas, and the Construction of Social Reality, New York, Pantheon Books (réimpr. 1993) (1re éd. 1992), 514 p. (ISBN 9780679741459, OCLC 645958327, lire en ligne),

### Recueil d'interviews
- Conversations With Toni Morrison, Jackson, Mississippi, University Press of Mississippi, coll. « Literary Conversations Series », 1994, 316 p. (ISBN 9780878056910, lire en ligne),

### Anthologie
- Carolyn C. Denard (dir.), What Moves at the Margin : Selected Nonfiction, Jackson, Mississippi, University Press of Mississippi, 2008, 256 p. (ISBN 9781604730173, OCLC 608461995, lire en ligne),

### Livres traduits en français

#### Romans
- L'Œil le plus bleu, traduit par Simone Hilling, éd. Robert Laffont, 1971 ; nouvelle traduction de Jean Guiloineau, éd. 10/18, 2008 ;
- Le Chant de Salomon (en), traduit par Sylviane Rué, éd. Acropole, coll. « Littérature du monde », 1985 ; nouvelle traduction de Jean Guiloineau, éd. 10/18, 2008 ;
- Beloved, traduit par Hortense Chabrier et de Sylviane Rué, éd. Christian Bourgois, 1989 ; rééd., éd. 10/18, 2008, ; traduit par Jakuta Alikavazovic, éd. Christian Bourgois, 2023 ;
- Sula, traduit par Pierre Alien, éd. Christian Bourgois, 1992 ; rééd., éd. 10/18, 1993 ;
- Jazz, traduit par Pierre Alien, éd. Christian Bourgois, 1993 ; rééd., éd. 10/18, 1995 ;
- Tar Baby (en), traduit par Jean Guiloineau, éd. Belfond, 1993 ; rééd., éd. 10/18, 2008 ;
- Paradis, traduit par Jean Guiloineau, éd. Christian Bourgois, 1998 ; rééd., éd. 10/18, 2004 ; rééd. éd. Christian Bourgois, 2025, 368 p. (ISBN 978-2-2670-5347-0)
- Love, traduit par Anne Wickle, éd. Christian Bourgois, 2004, 308 p.  (ISBN 978-2-267-01726-7) ; rééd., éd. 10/18, 2008 ;
- Un don traduit par Anne Wickle, éd. Christian Bourgois, 2009 ; rééd., éd. 10/18, 2010 ;
- Home (en), traduit par Christine Laferrière, éd. Christian Bourgois, 2012 ; rééd., éd. 10/18, 2013 ;
- Délivrances, traduit par Christine Laferrière, éd. Christian Bourgois, 2015 ; rééd., éd. 10/18 , 2016.

#### Livres pour enfants
- À ton avis la cigale ou la fourmi ?, traduit par Laurence Kiéfé, éd. L'École des Loisirs, 2011
- Tout ce qu'il faut savoir sur les méchants ! traduit par Pascal Lemaître, éd. Milan Jeunesse, 2007
- À ton avis : Le Viel Homme ou le Serpent ?, traduit par Laurence Kiefé, illustrations de Pascal Lemaître, éd. Casterman, 2004,
- Ma liberté à moi, traduit par Giselle Potter, éd. Gallimard, 2003

#### Essais
- L'Origine des autres, traduit par Christine Laferrière, éd. Christian Bourgois, 2018,
- Entre vos mains, illustré par Pascal Lemaître, et traduit par Benoîte Dauvergne, éd. L'Aube, 2018. Discours prononcé au moment de recevoir le prix Nobel à Stockholm.,
- Sous la direction de Andrée-Anne Kekeh-Dika et Maryemma Graham et Janis A. Mayes, Toni Morrison, Au-delà du visible ordinaire / Beyond the Ordinary Visible, éd. Presses universitaires de Vincennes, 2015[101]
- Playing in the Dark : blancheur et imagination littéraire, traduit par Pierre Alien, éd. Christian Bourgois, 1993, réédition 2007,
- Discours de réception du prix Nobel de littérature, traduit par Madeleine Nasalik, Éditions du Portrait, 2021

#### Nouvelles
- Récitatif, traduit par Christine Laferrière. éd. Christian Bourgois, 2022.

## Réception

### Avis généraux
Toni Morrison a donné un nouveau souffle à la littérature américaine de la seconde moitié du XXe siècle en général et aux lettres afro-américaines en particulier pour l'E. Universalis. Pour le Magazine littéraire, son style allie précision, violence, lyrisme et acuité de l'observation psychologique et sociale. La plupart de ses romans se rapprochent du réalisme magique latino-américain. Entre rêve et réalité, ils décrivent la misère des Noirs aux États-Unis depuis le début du XXe siècle dont ils restituent les voix passées ou présentes et le folklore. Avec l'approche d'une conteuse, Morrison en recompose, fragment par fragment, la mémoire dense et complexe. Son œuvre revisite systématiquement l'histoire de son pays du point de vue des laissés-pour-compte et se dote de techniques narratives singulières, puisant son inspiration dans le jazz, l'oralité, l'argot et la culture populaire. Les romans de Morrison sont polyphoniques. Ils fragmentent la chronologie, ont recours aux récits enchâssés et à l'épiphanie, font circuler le point de vue de différents personnages et répètent des scènes identiques sous un angle différent. Selon l'Académie suédoise, « on ne peut qu'être séduit par sa remarquable technique narrative qui porte la marque d'un esprit original, même si l'on peut en déceler les racines chez Faulkner et les Américains des États du Sud. ». L'auteure mêle une peinture minutieuse de l'esclavage et du ségrégationnisme américains à des éléments narratifs irrationnels, surnaturels ou merveilleux, pour la plupart inhérents aux croyances et aux mythes afro-américains.
Ses récits, qui refusent le manichéisme, trouvent un écho contemporain et évoquent les difficultés internes à l'éthique de la communauté noire qui, outre le racisme et la pauvreté, se voit déchirée entre l'héritage culturel des ancêtres et le modèle de promotion sociale des Blancs. Les thèmes de l'identité bafouée, de l'origine insaisissable et du déracinement occupent une place centrale dans son œuvre.
Ses fictions ont presque toutes pour personnage principal des femmes généralement martyrisées, ce qui lui a valu l'étiquette d' « écrivain féministe » qu'elle n'a jamais revendiquée, déclarant à ce sujet qu'elle déteste les catégories et que « Ce serait rebutant pour certains lecteurs qui pourraient croire que je me suis engagée dans l'écriture d'un tract féministe. Je ne souscris pas au patriarcat mais je ne crois pas qu'il doive être supplanté par un matriarcat. Je pense que c'est une question d'équité d'accès et une manière d'ouvrir les portes sur toutes sortes de choses. ».
La romancière se déclare défiante envers toute identité figée et prend également ses distances avec un certain discours idéologique sur l'identité noire,. Ses ouvrages, dans lesquels cohabitent le registre tragique et un questionnement métaphysique, atteignent une forme d'humour qui passe par une tonalité burlesque et fantastique, relève l'Encyclopædia Universalis.